# El Nopal, Chiapas
El Nopal är en ort i Mexiko.   Den ligger i kommunen Ixtapa och delstaten Chiapas, i den sydöstra delen av landet, 700 km öster om huvudstaden Mexico City. El Nopal ligger 1 549 meter över havet och antalet invånare är 1 903.
Terrängen runt El Nopal är kuperad åt sydväst, men åt nordost är den bergig. Terrängen runt El Nopal sluttar västerut. Runt El Nopal är det ganska tätbefolkat, med 166 invånare per kvadratkilometer. Närmaste större samhälle är Bochil, 10,7 km nordväst om El Nopal. I omgivningarna runt El Nopal växer i huvudsak städsegrön lövskog.